# Maurice Bourrillon
Pour les articles homonymes, voir Bourrillon.
Marie Alfred Henri Maurice Bourrillon est un médecin et homme politique français né le 15 septembre 1853 à Mende (Lozère) et mort le 6 mai 1926 dans la même ville.
Il est le frère du coureur cycliste et artiste lyrique Paul Bourrillon (1877-1942) et le cousin de l'homme politique Xavier Bourrillon (1840-1893).

## Biographie
Né à Mende en 1853, il y devient médecin, conseiller municipal et conseiller d'arrondissement. 
Il est aussi médecin inspecteur des eaux de Bagnols-les-Bains. Il est député de la Lozère de 1893 à 1898, au siège qu'avait occupé son cousin, Xavier Bourrillon. Il est inscrit au groupe des Républicains progressistes. Ce fut un député peu actif mais on retiendra une loi sur l'exercice de la pharmacie, et une loi de réforme temporaire de l'armée, pendant son passage à l'Assemblée Nationale. 
Battu en 1898, il fait carrière dans le secteur de l'assistance publique, prenant la direction de l'Asile Impérial de Vincennes. Il voyagea dans de nombreux pays pour observer les systèmes de soins aux mutilés. Tel était à ce moment la spécialité de l'établissement qu'il dirigeait.
Il épouse en 1899 l'artiste-peintre Jeanne Tournay, qui en 1896 avait réalisé son portrait.
Il décède en 1926 à Mende.

## Publications
- Maurice Bourrillon, Comment rééduquer les invalides de guerre, Paris, Berger Levrault, 1916
- Maurice Bourrillon, L'asile des convalescents de Saint Maurice, sa fondation, son fonctionnement de 1857 à 1907, Melun, Imprimerie Administrative, 1907
- Maurice Bourrillon, Les stations de convalescence de Berlin (Erholungstätten, lieu de rétablissement) pour pensionnaires externes, melun, imprimerie administrative, 1902
- Maurice Bourillon, De l'Assistance aux mutilés par l'apprentissage et le patronage, Clermont (Oise),  imprimerie de Daix frères, 1901
- Maurice Bourrillon, Étude sur quelques causes de diarrhée et de vomissements chez les enfants du premier âge, Paris, imprimerie de A. Parent, 1869
- Maurice Bourrillon, Proposition de loi... (Réforme temporaire pour les hommes de l'armée active, de la réserve et de l'armée territoriale), Paris, Motteroz, 1897
- Maurice Bourrillon, Rapport... (Préparation, vente et distribution des sérums thérapeutiques et autres produits analogues), Paris, Motteroz, 1895
- Maurice Bourrillon, Rapport supplémentaire... (Exercice de la pharmacie), Paris, Motteroz, 1898
- Maurice Bourrillon,  L'Assistance aux estropiés et aux mutilés en Danemark, Suède et Norvège, rapport présenté à M. le président du Conseil, ministre de l'Intérieur et des cultes, Melun, impr. administrative, 1903.

## Sources
1. ↑  Etat-civil de Paris 8è arrondissement
2. ↑  Portrait du Dr Maurice Bourrillon par Jeanne Tournay, sur societedeslettres48.fr.

- « Maurice Bourrillon », dans le Dictionnaire des parlementaires français (1889-1940), sous la direction de Jean Jolly, PUF, 1960 [détail de l’édition]